# Munkzwalm
Munkzwalm is een dorp in de Belgische provincie Oost-Vlaanderen en een deelgemeente van Zwalm, het was een zelfstandige gemeente tot aan de gemeentelijke herindeling van 1977.
Munkzwalm is de hoofdplaats van de fusiegemeente Zwalm, waar onder meer de gemeentelijke diensten gevestigd zijn. Het dorp ligt in een golvend landschap, doorsneden door de Zwalm.

## Geografie
Munkzwalm wordt van oost naar west doorsneden door de Zwalmbeek. Deze rivier en haar zijbeken hebben gezorgd voor een heuvelachtig landschap. Het dorpscentrum bevindt zich in het dal. In bijna elke richting verlaat men het dorpscentrum via een beklimming.
De rechteroever van de Zwalm, ten noorden van het dorpscentrum van Munkzwalm, is steil. De linkeroever van de Zwalm, ten zuiden van het dorpscentrum, is zacht hellend.
Het zuidoosten van Munkzwalm, in de zone tussen de Zwalmbeek, de Rekegemstraat en de Zuidlaan is drassig. Dit heette vroeger de Zwalmmeersen. Door drainage heeft men hier vruchtbaar landbouwgebied en woongebied van gemaakt. De Zwalmlaan heette oorspronkelijk de Zwalmmeersstraat.
Rond het dorpscentrum liggen in wijzerzin, beginnend vanaf het noorden, zeven heuvels: vier in het noorden en drie in het zuiden.
- In het noorden het Zwalmshoofd, met een flank die uitloopt naar Sint-Maria-Latem
- De Bruul en de Noordlaan, ook in het noorden, maar voor het Zwalmshoofd, en gescheiden van het Zwalmshoofd door de beek die in het Gaverbos in de Zwalm uitmondt
- Sint-Pieters-Ten-Bergen, ten noorden van de Zwalm tussen Noordlaan en de Zwalmmolen, dus ten noordoosten van het dorpscentrum
- Bruggenhoek, met een heuvel die doorloopt naar Hundelgem, ten oosten van het dorpscentrum
- Rekegem, met een heuvelflank naar Roborst, ten zuidoosten van het dorpscentrum
- de heuvelflank naar Wijlegem, ten zuiden van het dorpscentrum
- Makkegem, met de flank naar Sint-Denijs-Boekel, ten zuidwesten van het dorpscentrum

In het westen verbreedt de Zwalmvallei naar Nederzwalm, waar de Zwalm uitmondt in de Schelde. Dat is de enige dalende richting vanuit het dorp.

## Geschiedenis
De streek moet reeds zeer vroeg door mensen bewoond geweest zijn. In Nederzwalm vond Johan Rommelaere in 1986 tijdens veldprospectie gepolijste silexbijltjes en pijlpunten, waarvan de oorsprong teruggaat tot ver voor onze tijdrekening, wat echter nog niet wijst op een vroege bewoning. De mensen waren toen nog jagers en voedselverzamelaars en hadden geen vaste standplaats.
Bij de inval van de Romeinen in 57 voor Christus was de streek rond de Zwalm bewoond door Nerviërs van Overrijnse oorsprong. In het nabijgelegen Velzeke hadden de Romeinen een belangrijk legerkamp. De Romeinse heirweg van Boulogne-sur-Mer naar Keulen passeerde in Nederzwalm en Velzeke. Een andere heirweg liep van Bavay naar Velzeke. Op talrijke plaatsen in de Zwalmstreek heeft men Romeinse en Gallo-Romeinse geldstukken en vaatwerk teruggevonden.
De monniken van de Sint-Baafsabdij van Gent hadden in de middeleeuwen in 976 een nederzetting op "Ten Berge", ten noordoosten van de monding van de Wijlegemse beek in de Zwalm. Om onderscheid te maken met Nederzwalm, dat stroomafwaarts ook aan de Zwalm lag en dat in handen was van de abdij van Ename, werd deze locatie Munkzwalm genoemd. Het deel "munk" in deze naam verwijst naar de monniken.
De naam "Suualmam" wordt voor het eerst vermeld in 1003. Die naam werd "Sualma" in 1108 en "Sualme" in 1214. De Ferrariskaart uit de jaren 1770 toont het dorp als "Munckswalm", met aanduiding van de watermolens op de Zwalmbeek. In de Franse tijd van 1796 tot 1800 behoorde Munkzwalm tot het kanton Nederzwalm.
Op 14 december 1868 werd de dubbelsporige spoorweg tussen Oudenaarde en Denderleeuw geopend, toen gekend als "ijzeren weg van Brussel naar Kortrijk". Er kwam ook een station in Munkzwalm, aan de overweg van de Zuidlaan met deze spoorweg, richting Oudenaarde. De rechtstreekse treinverbinding met de hoofdstad resulteerde in een instroom van pendelaars, die in Munkzwalm woonden, en in Brussel werkten.
De oude kerk bevond zich ten oosten van de Zuidlaan, meer naar de Zwalmbeek in de buurt van waar nu de Vredeskapel staat. Deze oude kerk werd te klein, en men besloot om een nieuwe kerk te bouwen, ditmaal ten westen van de Zuidlaan, en iets meer naar het zuiden. Deze neogotische kerk dateert van 1875 en is in 1901 en 1952 gerestaureerd. Van het meubilair van de vorige kerk zijn bewaard: biechtstoel, communiebank, kansel, 1671; Jan Ghijselbrecht, een Madonna op het Onze-Lieve-Vrouwaltaar, Mechels werk uit 1637. De kerkschat omvat veel zilverwerk, onder meer een ciborie van Johannes Smidts, 1707, en een stralenmonstrans, 1780. Net als het kerkgebouw zelf is het interieur overwegend neogotisch daterend uit het begin van de 20e eeuw.
Bij de algemene gemeentefusies van 1971 werden alle huidige deelgemeenten van Zwalm, behalve Nederzwalm-Hermelgem, bij Munkzwalm ondergebracht. De laatste algemene fusie dateert van 1977, toen (groot) Munkzwalm en Nederzwalm-Hermelgem werden samengevoegd tot het huidige Zwalm.
In de periode tussen 1971 en 1977 werd dus met Munkzwalm zowel de deelgemeente Munkzwalm bedoeld, als (groot) Munkzwalm zijnde de fusie van de 11 deelgemeentes Beerlegem, Dikkele, Hundelgem, Munkzwalm, Meilegem, Paulatem, Roborst, Rozebeke, Sint-Blasius-Boekel, Sint-Denijs-Boekel en Sint-Maria-Latem. Een van de overblijfselen van de fusie in twee stappen is dat er nog steeds 2 verschillende postnummers gelden in Zwalm: 9630 voor de vroegere fusiegemeente (groot) Munkzwalm, en 9636 voor de deelgemeente Nederzwalm-Hermelgem.
Op 5 januari 1986 reden de eerste elektrische treinen door Munkzwalm.

## Bezienswaardigheden
- De Sint-Mattheuskerk van 1875
- De Zwalmmolen, een watermolen op de Zwalmbeek van voor 1040
- De pastorie, vermoedelijk daterend uit de 18e eeuw
- De Vredeskapel van na de Tweede Wereldoorlog
- Het beeld van de Zaaier in het Millenniumpark

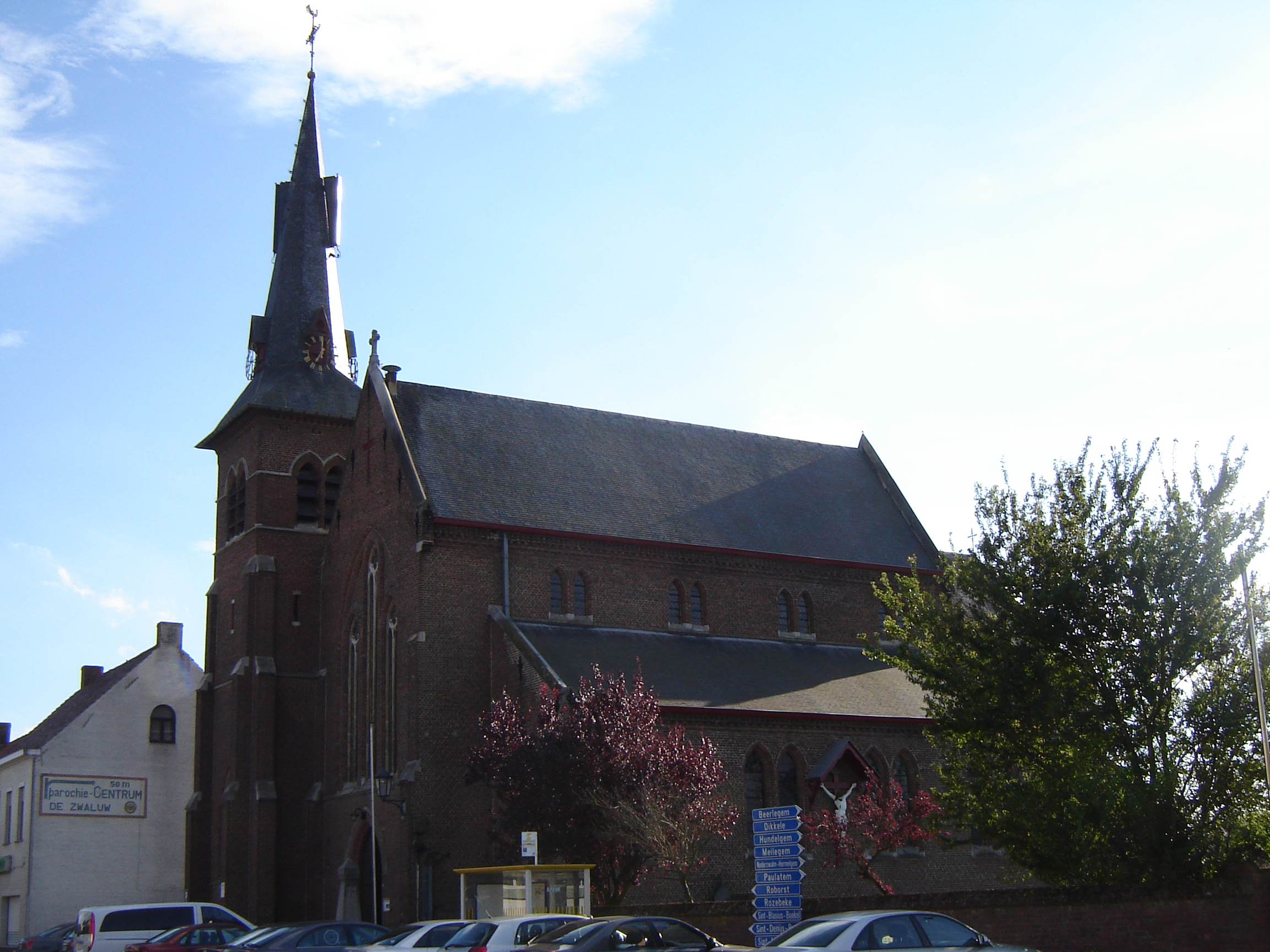
Sint-Mattheuskerk
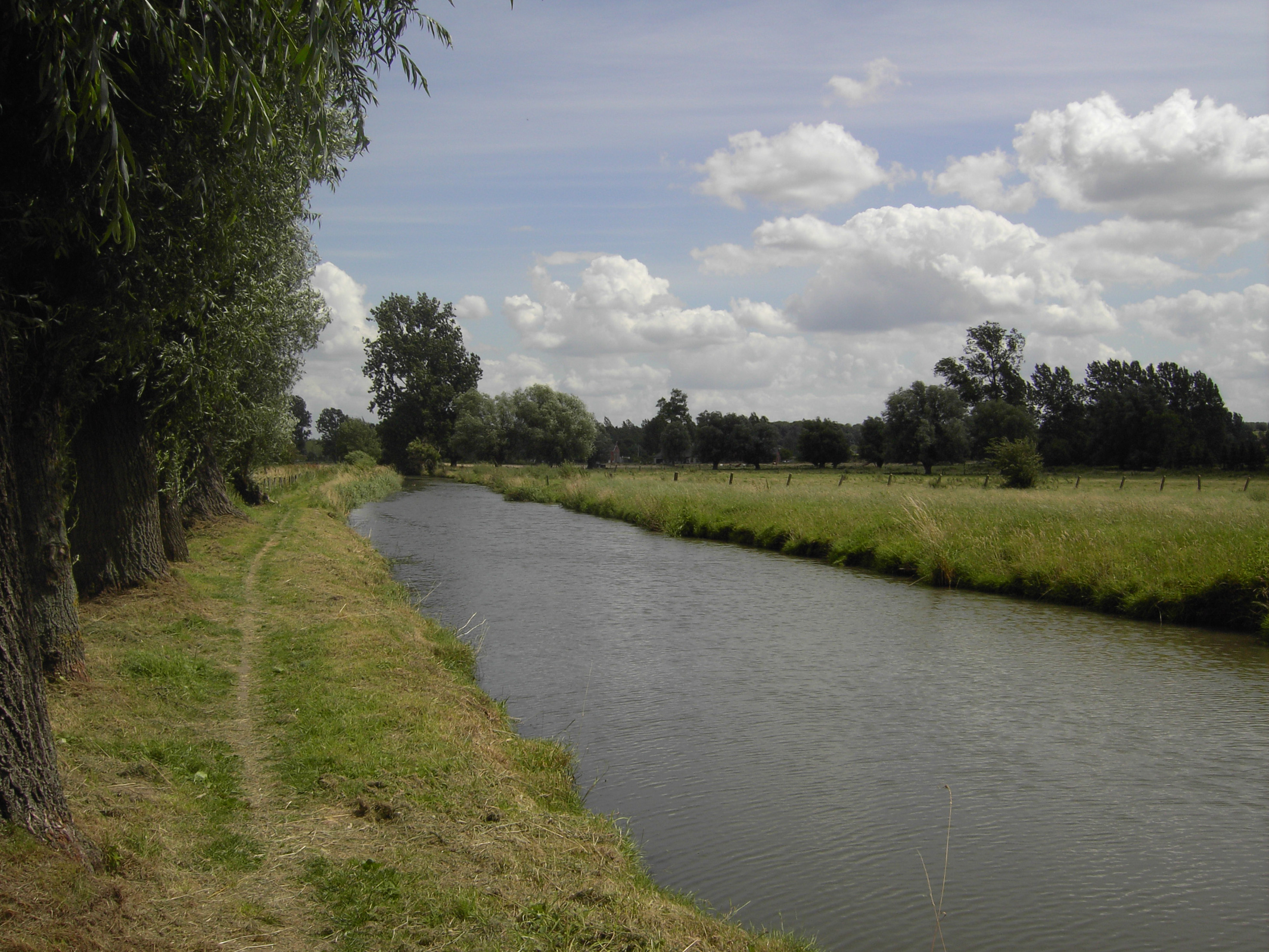
De Zwalm
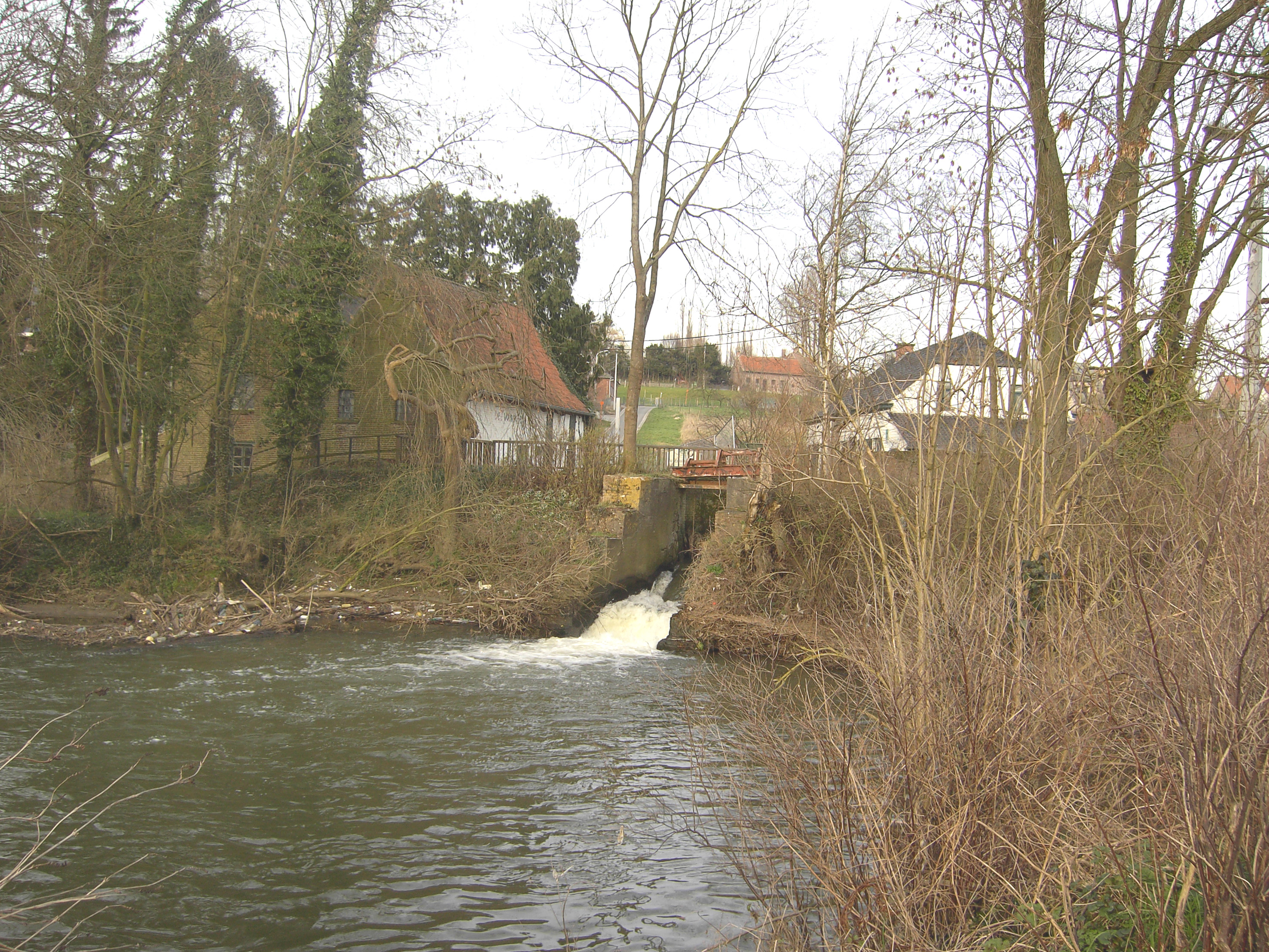
Zwalmmolen
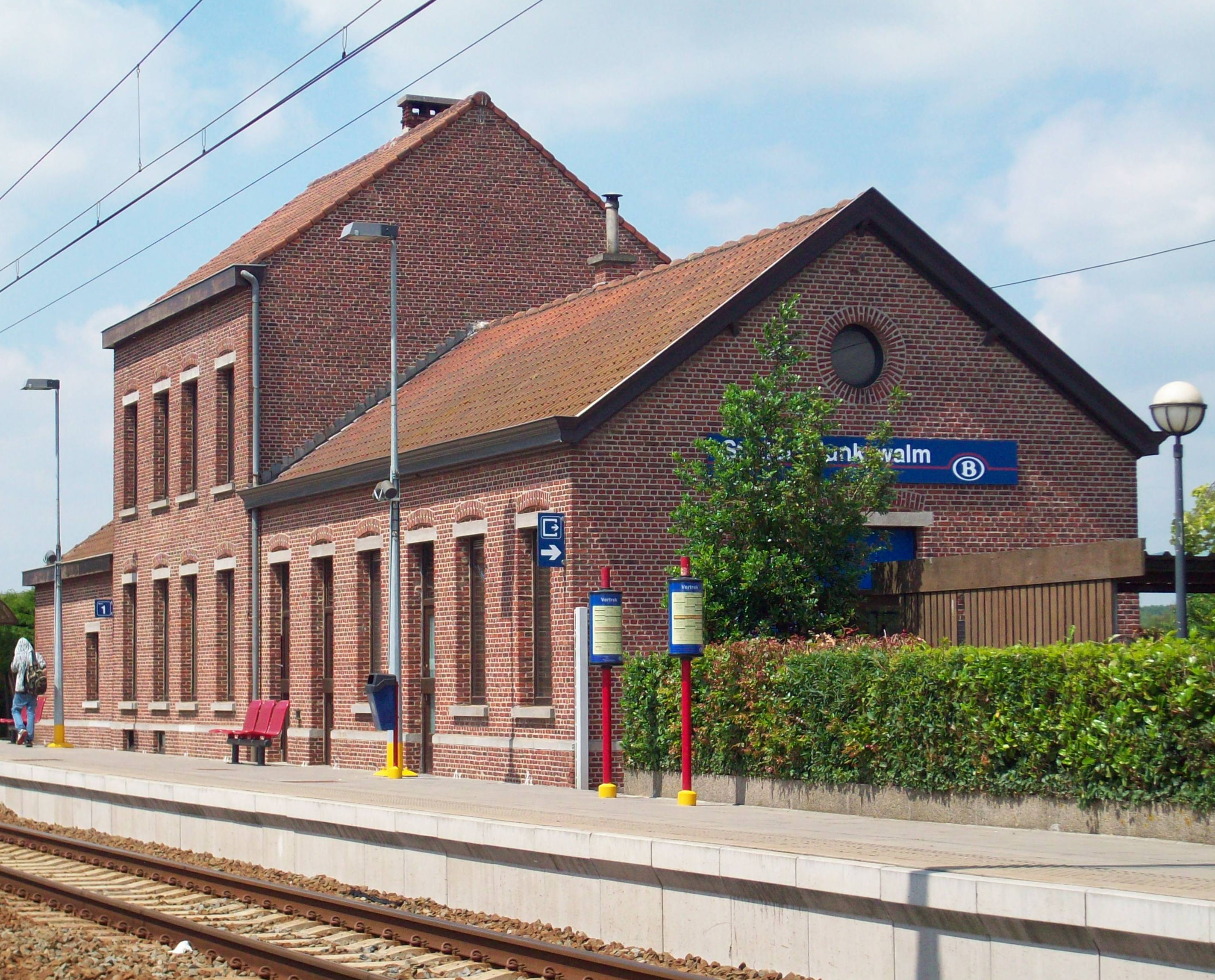
Station

## Natuur en landschap
Munkzwalm ligt op een hoogte van 17-60 meter. In het noorden stroomt de Zwalm in westelijke richting. Het natuurgebied Zwalmvallei ligt in het dal van dit riviertje.

## Demografische ontwikkeling
- Bronnen:NIS, Opm:1831 tot en met 1970=volkstellingen

## Politiek
Tot de gemeentelijke fusies van 1977 had Munkzwalm zijn eigen gemeentebestuur en burgemeester.

## Geboren in Munkzwalm
- Pierre-Franz De Coene (°Munkzwalm, 12 februari 1896 - +Gent, 22 juli 1944), verzetsheld
- Hedwig Leenaert (1931), atleet

## Sport
SK Munkzwalm is de plaatselijke voetbalploeg die sinds het seizoen 2020-2021 actief is in 1ste provinciale Oost-Vlaanderen.

## Nabijgelegen kernen
Hundelgem, Sint-Denijs-Boekel, Roborst